# Ladd McConkey
Andrew Ladd McConkey (Chatsworth, 11 novembre 2001) è un giocatore di football americano statunitense che milita nel ruolo di wide receiver per i Los Angeles Chargers della National Football League (NFL).

## Carriera universitaria
McConkey passò la prima stagione a Georgia come redshirt, potendo quindi allenarsi ma non scendere in campo, e fu inizialmente membro della squadra delle riserve. L’anno successivo ricevette 28 passaggi per 430 yard e 5 touchdown. La prima marcatura in carriera fu contro Vanderbilt. Quell’anno segnò anche un touchdown su corsa. Fu nominato debuttante della settimana della Southeastern Conference dopo la vittoria per 34-10 su Auburn, dove ricevette 135 yard e segnò un touchdown.
Nella gara di debutto della stagione 2022, McConkey segnò due touchdown, uno su corsa e uno su ricezione, contro Oregon. Contro Kent State, McConkey stabile un nuovo primato personale di sei ricezioni. Segnò un touchdown contro Florida prima di ricevere un massimo stagionale di 94 yard contro Tennessee prima in classifica. La settimana seguente contro Mississippi State corse un touchdown da 70 yard e ne segnò uno su ricezione da 17. A causa di una tendinite fu costretto a lasciare la finale della SEC contro LSU.
Nella finale di campionato, McConkey ricevette 5 passaggi per 88 yard e 2 touchdown nella vittoria per 65–7 che diede ai Bulldogs il titolo nazionale. Dopo la partita annunciò che avrebbe fatto ritorno a Georgia per un’ultima stagione.
Nel 2023 McConkey saltò diverse partite per infortunio. Chiuse la stagione regolare con 29 ricezioni per 456 yard e 2 touchdown, vincendo il Wuerffel Trophy.

## Carriera professionistica

### Los Angeles Chargers
McConkey fu scelto nel corso del secondo giro (34º assoluto) del Draft NFL 2024 dai Los Angeles Chargers. Segnò il suo primo touchdown nella gara del secondo turno contro i Carolina Panthers su passaggio del quarterback Justin Herbert.  Nella settimana 8 ricevette 6 passaggi per 111 yard e 2 touchdown nella vittoria sui New Orleans Saints. Nel penultimo turno con la sua 72ª ricezione stabilì un nuovo record di franchigia per un rookie dei Chargers, chiudendo la partita contro i New England Patriots con 94 yard ricevute e 2 touchdown. Chiuse l'annata al decimo posto nella NFL con 1.149 yard ricevute. Nel primo turno di playoff batté il record NFL di Puka Nacua per yard ricevute nella post-season da una matricola con 197 nella sconfitta contro gli Houston Texans.